# Nedre Noren
Nedre Noren är en sjö i Ludvika kommun i Dalarna och ingår i Norrströms huvudavrinningsområde. Sjön har en area på 1,03 kvadratkilometer och ligger 200,2 meter över havet. Sjön avvattnas av vattendraget Kolbäcksån.

## Delavrinningsområde
Nedre Noren ingår i det delavrinningsområde (667675-144881) som SMHI kallar för Utloppet av Nedre Noren. Medelhöjden är 224 meter över havet och ytan är 8,02 kvadratkilometer. Räknas de 32 avrinningsområdena uppströms in blir den ackumulerade arean 495,13 kvadratkilometer. Kolbäcksån som avvattnar avrinningsområdet har biflödesordning 3, vilket innebär att vattnet flödar genom totalt 3 vattendrag innan det når havet efter 281 kilometer. Avrinningsområdet består mestadels av skog (73 procent). Avrinningsområdet har 0,63 kvadratkilometer vattenytor vilket ger det en sjöprocent på 7,8 procent.